# 岷江 (白龙江支流)
岷江，是中国长江流域的一条河流，汇入白龙江上游右岸，属于嘉陵江水系。河长95千米，流域面积2235平方千米，多年平均流量19立方米每秒。自然落差1150米。水能理论蕴藏量5万千瓦。